# 이교 (고려)
이교(李嶠, ? ~ 1361년)은 고려 말의 문신이다. 본관은 고성(固城), 호는 도촌(桃村), 자는 모지(慕之)이다. 행촌 이암의 동생이자 이존비의 손자이며 이조년(李兆年)은 그의 장인이었다.

## 생애
판밀직사사 감찰대부(判密直司事監察大夫)인 이존비(尊庇)의 손자이며, 철원군(鐵原君) 우(瑀)의 아들이다. 행촌(杏村) 이암(李嵒)이 그의 형이다. 판삼사사(判三司事) 박지량(朴之亮)의 외손이고, 충혜왕의 배향공신인 정당문학 이조년의 사위이다.
이들의 가문은 왕실과 혼인할 수 있는 누대공신재상지종(累代功臣宰相之種) 문벌가였고, 조선건국에도 많은 공헌을 하면서 조선초기와 중기에 이르기까지 많은 문관과 무관을 배출하면서 조선의 명족이 되었다. 충숙왕 때 문과에 급제하고, 1357년 공민왕 때 형부상서로서 천추사(千秋使)가 되어 원나라에 다녀오기도 했으며, 1360년 어사대부로서 전선(銓選)을 관장하였다.
그와 그의 형의 공적을 기리는 행촌도촌선생유허비(杏村桃村先生遺虛碑)가 남아 있으며, 고성군 문화재 제219호로 관리되고 있다. 이 유허비는 한 채의 비각안에 두 기의 비가 나란히 같은 모습으로 서 있다.

## 가족 관계
- 조부 : 이존비
- 아버지 : 이우, 철원군
- 어머니 : 박씨
- 형 : 이암
- 부인 : 성주 이씨
- 장인 : 이조년
- 처조부 : 이장경
- 외조부 : 박지량

## 같이 보기
- 이암
- 이조년
- 이장경
- 이존비
- 박지량
- 이인임